# Spiraea zabeliana
Spiraea zabeliana är en rosväxtart som beskrevs av Schneid.. Spiraea zabeliana ingår i släktet spireor, och familjen rosväxter. Inga underarter finns listade i Catalogue of Life.